# سیل ۱۳۵۶ لرستان
سیل ۱۳۵۶ لرستان در روز اول خرداد در پی بارندگی شدید در لرستان در منطقه چغلوندی (بیران‌شهر) جاری شد و باعث کشته شدن ۱۴ نفر و تخریب خانه‌ها شد. نیویورک تایمز نیز این حادثه را دو روز بعد پوشش خبری داد.